# Ekumenizm.pl
Ekumenizm.pl – internetowy ekumeniczny serwis informacyjny powstały w 2004 jako inicjatywa młodych polskich chrześcijan różnych wyznań. Początkowo w redakcji pracowali wyznawcy Kościoła rzymskokatolickiego, Ewangelicko-Augsburskiego, Ewangelicko-Reformowanego oraz Zielonoświątkowego. Cieszy się dużą popularnością w środowisku wyznań mniejszościowych. Serwis był notowany w rankingu Alexa na miejscu 788 908.

## Historia
Ekumenizm.pl powstał w wyniku podziału w redakcji serwisu informacyjnego kosciol.pl. Część zespołu zdecydowała się powołać Ekumeniczną Agencję Informacyjną i prowadzić jej działalność na osobnej witrynie internetowej. Serwis Ekumenicznej Agencji Informacyjnej skupia się na dostarczaniu najnowszych informacji z życia Kościołów i ich działalności ekumenicznej, a także na komentowaniu bieżących wydarzeń społeczno-religijnych. Witryna posiada również szeroki wachlarz informacji teologicznych, konfesjoznawczych, ale również z innych dziedzin, takich jak: religioznawstwo i kulturoznawstwo. Istotnym celem ekumenizm.pl jest również popularyzowanie wiedzy o kulturze i duchowości chrześcijańskiej. Stroną związaną z ekumenizm.pl jest Magazyn Teologiczny Semper Reformanda. 
Do 15 czerwca 2012 redaktorem naczelnym Ekumenizm.pl był Tomasz Terlikowski, zaś od 20 czerwca 2012 funkcję redaktora naczelnego serwisu piastuje Dariusz Bruncz. 
31 grudnia 2014 serwis Ekumenizm.pl otrzymał nowe logo i szatę graficzną.

## Redakcja
Zespół Redakcyjny
- Dariusz Bruncz – Redaktor Naczelny
- Dorota Walencik – Z-ca Redaktora Naczelnego
- Piotr Timus – redaktor
- Piotr Kubala – redaktor techniczny
- Adam Ciućka

1 stycznia 2008 z redakcji odeszło dwóch współzałożycieli i redaktorów serwisu: dr Kazimierz Bem i Piotr Kalinowski, a także redaktor Jacek Szymański.
3 października 2008 roku zmarł na zawał serca ks. Mirosław Kropidłowski – redaktor serwisu.

## Kontrowersje
2 grudnia 2005 większość członków redakcji wystosowała list otwarty do zwierzchników swoich Kościołów, w którym prosili o wyraźne potępienie faszystowskich głosów przy okazji „Marszów Równości” pisząc (m.in.):
„Chcielibyśmy usłyszeć od naszych przywódców kościelnych jasny głos, że przytoczone wyżej okrzyki i agresywne zachowania kontrdemonstrantów nie mają nic wspólnego z chrześcijaństwem, ale są atakiem na podstawowe zasady naszej wiary.”
Choć żaden z liderów kościelnych nie odpowiedział ani nie ustosunkował się do tego listu, odbił on się szerokim (momentami krytycznym) echem wśród mediów i na chrześcijańskich forach dyskusyjnych.
Po publikacji Tomasza Terlikowskiego w „Newsweeku” z marca 2006 wyznawcy Kościołów nierzymskokatolickich zaczęli zadawać swoim przywódcom pytania o ich przeszłość. Przodował w tym portal Ekumenizm.pl.
W 2014 serwis Ekumenizm.pl opublikował serię artykułów nt. sytuacji w Kościele Starokatolickim Mariawitów w związku z podpisaniem przez biskupów tego Kościoła porozumienia i deklaracji, dotyczących ponownego przyjęcia do Unii Utrechckiej. Teksty na Ekumenizm.pl wywołały ogólnokościelną debatę i wiele kontrowersji, w tym ostrą reakcję świeckich niezadowolonych z samowoli biskupów. Unia Utrechcka zdecydowała się odłożyć członkostwo Kościoła Starokatolickiego Mariawitów na bliżej nieokreśloną przyszłość.
W 2015 serwis rozpoczął publikacje cyklu: „Pod nadzorem bezpieki” dotyczącym historii Kościołów mniejszościowych w okresie PRL. Członkowie redakcji przeprowadzili kwerendy w Instytucie Pamięci Narodowej dotyczące chrześcijan ewangelikalnych, Kościołów mariawickich, a także funkcjonowania Polskiej Rady Ekumenicznej. Badania archiwów IPN zaowocowały kilkoma artykułami odsłaniającymi kulisy inwigilacji Kościołów przez Służbę Bezpieczeństwa PRL.